# Lista över fornlämningar i Mörbylånga kommun (Vickleby)
Lista över fornlämningar i Mörbylånga kommun (Vickleby) är en förteckning av ett urval av de fornlämningar som finns i Vickleby i Mörbylånga kommun.
| Namn                          | Lämningstyp                      | Tillkomsttid | Historisk indelning | Plats | Läge                 | ID-nr          | Bild                                      |
| ----------------------------- | -------------------------------- | ------------ | ------------------- | ----- | -------------------- | -------------- | ----------------------------------------- |
| Vickleby 1:1                  | Gravfält                         |              | Vickleby, Öland     |       | 56.600473, 16.470869 | 10087900010001 | Ladda upp en bild av detta fornminne      |
| Karlevistenen (Vickleby 10:1) | Runristning                      |              | Vickleby, Öland     |       | 56.607513, 16.439836 | 10087900100001 | Ladda upp en till bild av detta fornminne |
| Vickleby 11:1                 | Grav markerad av sten/block      |              | Vickleby, Öland     |       | 56.594739, 16.439478 | 10087900110001 | Ladda upp en bild av detta fornminne      |
| Vickleby 11:3                 | Stensättning                     |              | Vickleby, Öland     |       | 56.594725, 16.439262 | 10087900110003 | Ladda upp en bild av detta fornminne      |
| Vickleby 11:4                 | Stensättning                     |              | Vickleby, Öland     |       | 56.594720, 16.439028 | 10087900110004 | Ladda upp en bild av detta fornminne      |
| Vickleby 11:5                 | Stensättning                     |              | Vickleby, Öland     |       | 56.594875, 16.439482 | 10087900110005 | Ladda upp en bild av detta fornminne      |
| Vickleby 12:1                 | Grav markerad av sten/block      |              | Vickleby, Öland     |       | 56.598308, 16.469526 | 10087900120001 | Ladda upp en bild av detta fornminne      |
| Vickleby 12:2                 | Grav markerad av sten/block      |              | Vickleby, Öland     |       | 56.598290, 16.469340 | 10087900120002 | Ladda upp en bild av detta fornminne      |
| Vickleby 12:3                 | Grav markerad av sten/block      |              | Vickleby, Öland     |       | 56.598283, 16.469665 | 10087900120003 | Ladda upp en bild av detta fornminne      |
| Vickleby 13:1                 | Gravfält                         |              | Vickleby, Öland     |       | 56.596427, 16.469239 | 10087900130001 | Ladda upp en bild av detta fornminne      |
| Vickleby 14:1                 | Grav markerad av sten/block      |              | Vickleby, Öland     |       | 56.597838, 16.469516 | 10087900140001 | Ladda upp en bild av detta fornminne      |
| Vickleby 14:2                 | Grav markerad av sten/block      |              | Vickleby, Öland     |       | 56.597772, 16.469391 | 10087900140002 | Ladda upp en bild av detta fornminne      |
| Vickleby 14:3                 | Grav markerad av sten/block      |              | Vickleby, Öland     |       | 56.597592, 16.469156 | 10087900140003 | Ladda upp en bild av detta fornminne      |
| Vickleby 14:4                 | Grav markerad av sten/block      |              | Vickleby, Öland     |       | 56.597502, 16.469125 | 10087900140004 | Ladda upp en bild av detta fornminne      |
| Vickleby 15:1                 | Grav markerad av sten/block      |              | Vickleby, Öland     |       | 56.597532, 16.468706 | 10087900150001 | Ladda upp en bild av detta fornminne      |
| Vickleby 15:2                 | Grav markerad av sten/block      |              | Vickleby, Öland     |       | 56.597324, 16.469079 | 10087900150002 | Ladda upp en bild av detta fornminne      |
| Vickleby 15:3                 | Grav markerad av sten/block      |              | Vickleby, Öland     |       | 56.597197, 16.468790 | 10087900150003 | Ladda upp en bild av detta fornminne      |
| Vickleby 15:4                 | Grav markerad av sten/block      |              | Vickleby, Öland     |       | 56.597153, 16.469105 | 10087900150004 | Ladda upp en bild av detta fornminne      |
| Vickleby 16:1                 | Grav markerad av sten/block      |              | Vickleby, Öland     |       | 56.596725, 16.468907 | 10087900160001 | Ladda upp en bild av detta fornminne      |
| Vickleby 17:1                 | Gravfält                         |              | Vickleby, Öland     |       | 56.595982, 16.469130 | 10087900170001 | Ladda upp en bild av detta fornminne      |
| Vickleby 18:1                 | Hög                              |              | Vickleby, Öland     |       | 56.595079, 16.467665 | 10087900180001 | Ladda upp en bild av detta fornminne      |
| Vickleby 19:1                 | Stenkrets                        |              | Vickleby, Öland     |       | 56.594193, 16.467228 | 10087900190001 | Ladda upp en bild av detta fornminne      |
| Vickleby 20:1                 | Grav markerad av sten/block      |              | Vickleby, Öland     |       | 56.590021, 16.466079 | 10087900200001 | Ladda upp en bild av detta fornminne      |
| Vickleby 20:2                 | Grav markerad av sten/block      |              | Vickleby, Öland     |       | 56.589803, 16.465931 | 10087900200002 | Ladda upp en bild av detta fornminne      |
| Vickleby 21:1                 | Stenkammargrav                   |              | Vickleby, Öland     |       | 56.588454, 16.464217 | 10087900210001 | Ladda upp en bild av detta fornminne      |
| Vickleby 22:1                 | Stensättning                     |              | Vickleby, Öland     |       | 56.585158, 16.467257 | 10087900220001 | Ladda upp en bild av detta fornminne      |
| Vickleby 22:2                 | Stensättning                     |              | Vickleby, Öland     |       | 56.584655, 16.467858 | 10087900220002 | Ladda upp en bild av detta fornminne      |
| Vickleby 23:1                 | Stensättning                     |              | Vickleby, Öland     |       | 56.576258, 16.459911 | 10087900230001 | Ladda upp en bild av detta fornminne      |
| Vickleby 24:1                 | Stensättning                     |              | Vickleby, Öland     |       | 56.566326, 16.454188 | 10087900240001 | Ladda upp en bild av detta fornminne      |
| Vickleby 24:3                 | Stensättning                     |              | Vickleby, Öland     |       | 56.565327, 16.453380 | 10087900240003 | Ladda upp en bild av detta fornminne      |
| Vickleby 26:1                 | Gravfält                         |              | Vickleby, Öland     |       | 56.564521, 16.453021 | 10087900260001 | Ladda upp en bild av detta fornminne      |
| Vickleby 27:1                 | Stensättning                     |              | Vickleby, Öland     |       | 56.583936, 16.474702 | 10087900270001 | Ladda upp en bild av detta fornminne      |
| Vickleby 28:1                 | Stensättning                     |              | Vickleby, Öland     |       | 56.586780, 16.429113 | 10087900280001 | Ladda upp en bild av detta fornminne      |
| Vickleby 31:1                 | Stensättning                     |              | Vickleby, Öland     |       | 56.584458, 16.433133 | 10087900310001 | Ladda upp en bild av detta fornminne      |
| Vickleby 32:1                 | Stensättning                     |              | Vickleby, Öland     |       | 56.582464, 16.431765 | 10087900320001 | Ladda upp en bild av detta fornminne      |
| Skebacken (Vickleby 33:1)     | Gravfält                         |              | Vickleby, Öland     |       | 56.580679, 16.429706 | 10087900330001 | Ladda upp en bild av detta fornminne      |
| Vickleby 42:1                 | Gravfält                         |              | Vickleby, Öland     |       | 56.581337, 16.499726 | 10087900420001 | Ladda upp en bild av detta fornminne      |
| Vickleby 44:1                 | Husgrund, förhistorisk/medeltida |              | Vickleby, Öland     |       | 56.579479, 16.510765 | 10087900440001 | Ladda upp en bild av detta fornminne      |
| Vickleby 44:2                 | Husgrund, förhistorisk/medeltida |              | Vickleby, Öland     |       | 56.579570, 16.511305 | 10087900440002 | Ladda upp en bild av detta fornminne      |
| Vickleby 44:3                 | Husgrund, förhistorisk/medeltida |              | Vickleby, Öland     |       | 56.579509, 16.511201 | 10087900440003 | Ladda upp en bild av detta fornminne      |
| Vickleby 44:4                 | Husgrund, förhistorisk/medeltida |              | Vickleby, Öland     |       | 56.579464, 16.511492 | 10087900440004 | Ladda upp en bild av detta fornminne      |
| Vickleby 44:5                 | Husgrund, förhistorisk/medeltida |              | Vickleby, Öland     |       | 56.580211, 16.511140 | 10087900440005 | Ladda upp en bild av detta fornminne      |
| Vickleby 50:1                 | Stensättning                     |              | Vickleby, Öland     |       | 56.581698, 16.530522 | 10087900500001 | Ladda upp en bild av detta fornminne      |
| Vickleby 51:1                 | Stensättning                     |              | Vickleby, Öland     |       | 56.572983, 16.528895 | 10087900510001 | Ladda upp en bild av detta fornminne      |
| Altarstenen (Vickleby 56:1)   | Stensättning                     |              | Vickleby, Öland     |       | 56.576559, 16.473757 | 10087900560001 | Ladda upp en bild av detta fornminne      |
| Vickleby 57:1                 | Stensättning                     |              | Vickleby, Öland     |       | 56.590681, 16.469162 | 10087900570001 | Ladda upp en bild av detta fornminne      |
| Vickleby 58:1                 | Stensättning                     |              | Vickleby, Öland     |       | 56.605572, 16.474561 | 10087900580001 | Ladda upp en bild av detta fornminne      |
| Vickleby 61:1                 | Gravfält                         |              | Vickleby, Öland     |       | 56.566433, 16.453326 | 10087900610001 | Ladda upp en bild av detta fornminne      |
| Vickleby 63:1                 | Hällristning                     |              | Vickleby, Öland     |       | 56.585581, 16.498205 | 10087900630001 | Ladda upp en bild av detta fornminne      |
| Vickleby 64:1                 | Hällristning                     |              | Vickleby, Öland     |       | 56.582691, 16.479056 | 10087900640001 | Ladda upp en bild av detta fornminne      |
| Vickleby 64:2                 | Hällristning                     |              | Vickleby, Öland     |       | 56.582787, 16.479004 | 10087900640002 | Ladda upp en bild av detta fornminne      |
| Vickleby 65:1                 | Stenkistgrav                     |              | Vickleby, Öland     |       | 56.593536, 16.466940 | 10087900650001 | Ladda upp en bild av detta fornminne      |
| Vickleby 69:1                 | Grav markerad av sten/block      |              | Vickleby, Öland     |       | 56.597949, 16.469157 | 10087900690001 | Ladda upp en bild av detta fornminne      |
| Vickleby 69:2                 | Stensättning                     |              | Vickleby, Öland     |       | 56.598024, 16.469090 | 10087900690002 | Ladda upp en bild av detta fornminne      |
| Vickleby 75:1                 | Gravfält                         |              | Vickleby, Öland     |       | 56.586939, 16.464714 | 10087900750001 | Ladda upp en bild av detta fornminne      |
| Vickleby 102:1                | Grav- och boplatsområde          |              | Vickleby, Öland     |       | 56.602338, 16.468674 | 10087901020001 | Ladda upp en bild av detta fornminne      |
| Vickleby 136                  | Hällristning                     |              | Vickleby, Öland     |       | 56.566097, 16.441760 | 12000000094677 | Ladda upp en bild av detta fornminne      |
| Vickleby 137                  | Hällristning                     |              | Vickleby, Öland     |       | 56.565513, 16.442420 | 12000000094679 | Ladda upp en bild av detta fornminne      |